# Campeonato Mundial de Halterofilia de 1975
El XLIX Campeonato Mundial de Halterofilia se celebró en Moscú (URSS) entre el 15 y el 23 de septiembre de 1975 bajo la organización de la Federación Internacional de Halterofilia (IWF) y la Federación Soviética de Halterofilia.
En el evento participaron 173 halterófilos de 40 federaciones nacionales afiliadas a la IWF.

## Medallistas
| Evento  | Oro                                | Plata                                | Bronce                             |
| ------- | ---------------------------------- | ------------------------------------ | ---------------------------------- |
| 52 kg   | Zygmunt Smalcerz · Polonia · 237,5 | Alexandr Voronin URSS 232,5          | Lajos Szűcs · Hungría · 230,0      |
| 56 kg   | Atanas Kirov Bulgaria 255,0        | Waldemar Korcz · Polonia · 252,5     | Karel Prohl Checoslovaquia 250,0   |
| 60 kg   | Gueorgui Todorov Bulgaria 285,0    | Nikolai Kolesnikov URSS 277,5        | Wiesław Pawluk · Polonia · 275,0   |
| 67,5 kg | Piotr Korol URSS 312,5             | Zbigniew Kaczmarek · Polonia · 312,5 | Mladen Kuchev Bulgaria 302,5       |
| 75 kg   | Peter Wenzel RDA 335,0             | Yordan Mitkov Bulgaria 332,5         | Nedelcho Kolev Bulgaria 325,0      |
| 82,5 kg | Valeri Shari URSS 357,5            | Trendafil Stoichev Bulgaria 357,5    | Juhani Avellan · Finlandia · 350,0 |
| 90 kg   | David Rigert URSS 377,5            | Serguei Poltoratski URSS 372,5       | Peter Petzold RDA 367,5            |
| 110 kg  | Valentin Jristov Bulgaria 417,5    | Vasili Mazheikov URSS 390,0          | Jürgen Ciezki RDA 390,0            |
| +110 kg | Vasili Alexeyev URSS 427,5         | Gerd Bonk RDA 422,5                  | Jristo Plachkov Bulgaria 420,0     |

1. 1 2 3  Arrancada (kg) + dos tiempos (kg) = total olímpico (kg).

## Medallero
| Núm. | País           | Oro | Plata | Bronce | Total |
| ---- | -------------- | --- | ----- | ------ | ----- |
| 1    | URSS           | 4   | 4     | 0      | 8     |
| 2    | Bulgaria       | 3   | 2     | 3      | 8     |
| 3    | Polonia        | 1   | 2     | 1      | 4     |
| 4    | RDA            | 1   | 1     | 2      | 4     |
| 5    | Checoslovaquia | 0   | 0     | 1      | 1     |
| 5    | Finlandia      | 0   | 0     | 1      | 1     |
| 5    | Hungría        | 0   | 0     | 1      | 1     |
|      | TOTAL          | 9   | 9     | 9      | 27    |